# Ligne de Saint-Juéry à Saint-Affrique
La ligne de Saint-Juéry à Saint-Affrique est une ligne ferroviaire qui devait relier Saint-Juéry et Albi à Saint-Affrique à la Ligne de Béziers à Neussargues.
Concédée en 1883 et mise en chantier à partir de 1904. Elle ne fut jamais achevée. Seuls les terrassements, les ouvrages d'art et la plateforme ont été réalisés sur toute la longueur.

## Historique

### Genèse
Cette ligne tire son origine dans le projet de relier Albi à Nîmes et Marseille par le massif central (Le Vigan).
Sa déclaration d'utilité publique, par la loi du 20 juin 1881, concernait le tronçon d'Albi à Saint-Affrique d'une ligne d'Albi au Vigan par Saint-Juéry.
Elle est concédée à titre définitif à la Compagnie des chemins de fer du Midi et du Canal latéral à la Garonne sous l'intitulé d'une ligne d'Albi à Saint-Affrique par une convention signée entre le Ministre des travaux publics et la compagnie le 9 juin 1883. Cette convention est approuvée par une loi le 20 novembre suivant.

### Construction
Le tronçon d'Albi à Saint-Juéry est ouvert à l'exploitation le 24 décembre 1899 et constitue la ligne d'Albi à Saint-Juéry. La ligne de Tournemire - Roquefort au Vigan, est mise en service le 24 août 1896.
La construction du chaînon manquant, entre Saint-Juéry et Saint-Affrique, ne sera adjugé qu'en 1904. La Première Guerre mondiale ralentit les travaux qui reprennent par la suite à l'aide de prisonniers de guerre allemands.

### Abandon du projet
En 1932, l'ensemble de la plateforme, des ouvrages d'art ainsi que les maisons de garde-barrière sont réalisés et l’État livre la ligne à la Compagnie des chemins de fer du Midi et du Canal latéral à la Garonne qui doit effectuer les travaux restants (pose de la voie, de la signalisation et construction des bâtiments voyageurs). La Compagnie du Midi ayant d'autres priorités, elle obtient de reporter ces travaux en attendant une situation plus favorable.
Dès 1934, le trafic des voyageurs est suspendu sur la ligne d'Albi à Saint-Juéry.
À la création de la SNCF, le projet n'est pas immédiatement abandonné mais la SNCF supprime dès 1938 le service des voyageurs sur la ligne de Tournemire - Roquefort à Saint-Affrique.
C'est finalement le 30 novembre 1941, neuf ans après les derniers travaux, que l'ensemble de la ligne est déclassé, sans que le moindre train ait jamais parcouru la ligne, dont les travaux avaient coûté 63 700 000 fr.

### Reconversion
Une courte section entre Saint-Juéry et l'usine du Saut-du-Tarn a finalement été utilisée en service commercial à partir de 1950. La ligne d'Albi à Alban des Chemins de fer départementaux du Tarn (CFDT) étant désaffectée depuis 1939, il devenait possible de supprimer l'embranchement desservant cette usine, établi à même la chaussée. Une voie normale fut posée sur l'ancienne ligne à voie métrique longeant l'usine et se raccordait à la ligne de Saint-Juéry à Saint-Affrique moyennant un rebroussement. Cet embranchement est désormais fermé et démonté.
Entre Les Avalats et Saint-Izaire, la plate-forme de la ligne, y compris des ponts, tunnels et viaducs, a été en partie intégrée à une route touristique, la départementale 200.
À l'emplacement des gares principales, dont les bâtiments ne furent jamais construits, la plate-forme a été vendue et est bâtie ou utilisée comme aire de repos.
La plupart des ponts, maisons de garde-barrière, et l'ensemble des tunnels sont toujours présents.
Une voie verte a été aménagée aux abords de Saint-Juéry et Saint-Affrique.